# Saint-Priest-sous-Aixe
Saint-Priest-sous-Aixe este o comună în departamentul Haute-Vienne din centrul Franței. În 2009 avea o populație de 1.582 de locuitori.

## Evoluția populației
| An        | 1975 | 1982  | 1990  | 1999  | 2006  | 2009  |
| --------- | ---- | ----- | ----- | ----- | ----- | ----- |
| Populație | 962  | 1.214 | 1.392 | 1.473 | 1.575 | 1.582 |